# Канетов, Эмиль Бактыбекович
Эмиль Бактыбекович Канетов (род. 21 апреля 1985) — киргизский игрок в мини-футбол, универсал. Выступал за сборную Кыргызстана. Участник четырёх розыгрышей чемпионата Азии по мини-футболу (2008, 2012, 2014, 2016). Лучший игрок в мини-футбол Кыргызстана 2010 года.

## Клубная карьера
Начал карьеру в бишкекском мини-футбольном клубе «Колтор» в 2003 году. В дальнейшем в разное время играл за другие столичные клубы «Дордой», «Рустам», «Энерго Банк», «Адилет», «Налоговик» и «Булат». В активе Канетова также имеется опыт выступлений в зарубежных клубах: в польском «Ред Девилсе» (2008—2009), а также китайских «Хойчжоу Смалл Джиант» (2010—2012), «Шэньчжэнь Хесси» (2012), «Гуанчжоу Ликсин» (2014) и «Изгиляре» (2015). Являлся капитаном «Хойчжоу Смалл Джиант».
В течение 2015—2016 годов играл за «Динамо» из города Жалал-Абад, в 2017—2018 годах за ошский EREM, в 2018—2019 годах за столичный «Строй-Мир», а в 2020 году за «Мурас» из Иссык-Кульской области.
Четырежды становился победителем чемпионата Кыргызстана, пять раз побеждал в Кубке Кыргызстана и единожды в Суперкубке Кыргызстана по мини-футболу. Признавался лучшим игроком чемпионата Кыргызстана 2018 года и лучшим игроком Кубка Кыргызстана 2020 года. Участник Клубного чемпионата АФК по мини-футболу 2018 года.

## Карьера в сборной
В составе национальной сборной Кыргызстана по мини-футболу дебютировал в 2004 году. В 2015 году был избран вице-капитаном сборной, а в 2016 году — капитаном. Участник четырёх розыгрышей чемпионата Азии по мини футболу (2008, 2012, 2014, 2016).

## Достижения

### Командные
- Четырёхкратный чемпион Кыргызстана по мини-футболу (2018)[1][5]
- Пятикратный обладатель Кубка Кыргызстана по мини-футболу (2016, 2018)[1][3][15]
- Обладатель Суперкубка Кыргызстана по мини-футболу (2017)[4]
- Четырёхкратный победитель Иссык-Кульских спортивных игр[1]
- Победитель чемпионата провинции Гуандонг по мини-футболу (Китай)[1]

### Личные
- Лучший игрок в мини-футбол Кыргызстана (2010)[1]
- Лучший игрок чемпионата Кыргызстана по мини-футболу (2018)[5]
- Лучший игрок Кубка Кыргызстана по мини-футболу (2020)[8]